# Renault Type FK
Der Renault Type FK war ein frühes Personenkraftwagenmodell von Renault. Er wurde auch 12 CV genannt.

## Beschreibung
Die nationale Zulassungsbehörde erteilte am 7. Dezember 1917 ihre Zulassung. Vorgänger war der Renault Type ER. 1918 endete die Produktion. Nachfolger wurde der Renault Type GS.
Ein wassergekühlter Vierzylindermotor mit 75 mm Bohrung und 120 mm Hub leistete aus 2121 cm³ Hubraum 12 PS. Die Motorleistung wurde über eine Kardanwelle an die Hinterachse geleitet. Die Höchstgeschwindigkeit war je nach Übersetzung mit 38 km/h bis 64 km/h angegeben.
Bei einem Radstand von 306 cm und einer Spurweite von 134 cm war das Fahrzeug 431,5 cm lang und 161,5 cm breit. Der Wendekreis war mit 11 Metern angegeben. Das Fahrgestell wog 750 kg. Überliefert ist nur die Karosserievariante Tourenwagen.